# 西属维尔京群岛
西属维尔京群岛，旧称Passage Islands，也称作波多黎各维尔京群岛，主要由庫萊布拉島与別克斯島组成，是维尔京群岛最西部的组成部分。现在是波多黎各的一部分。

## 地理

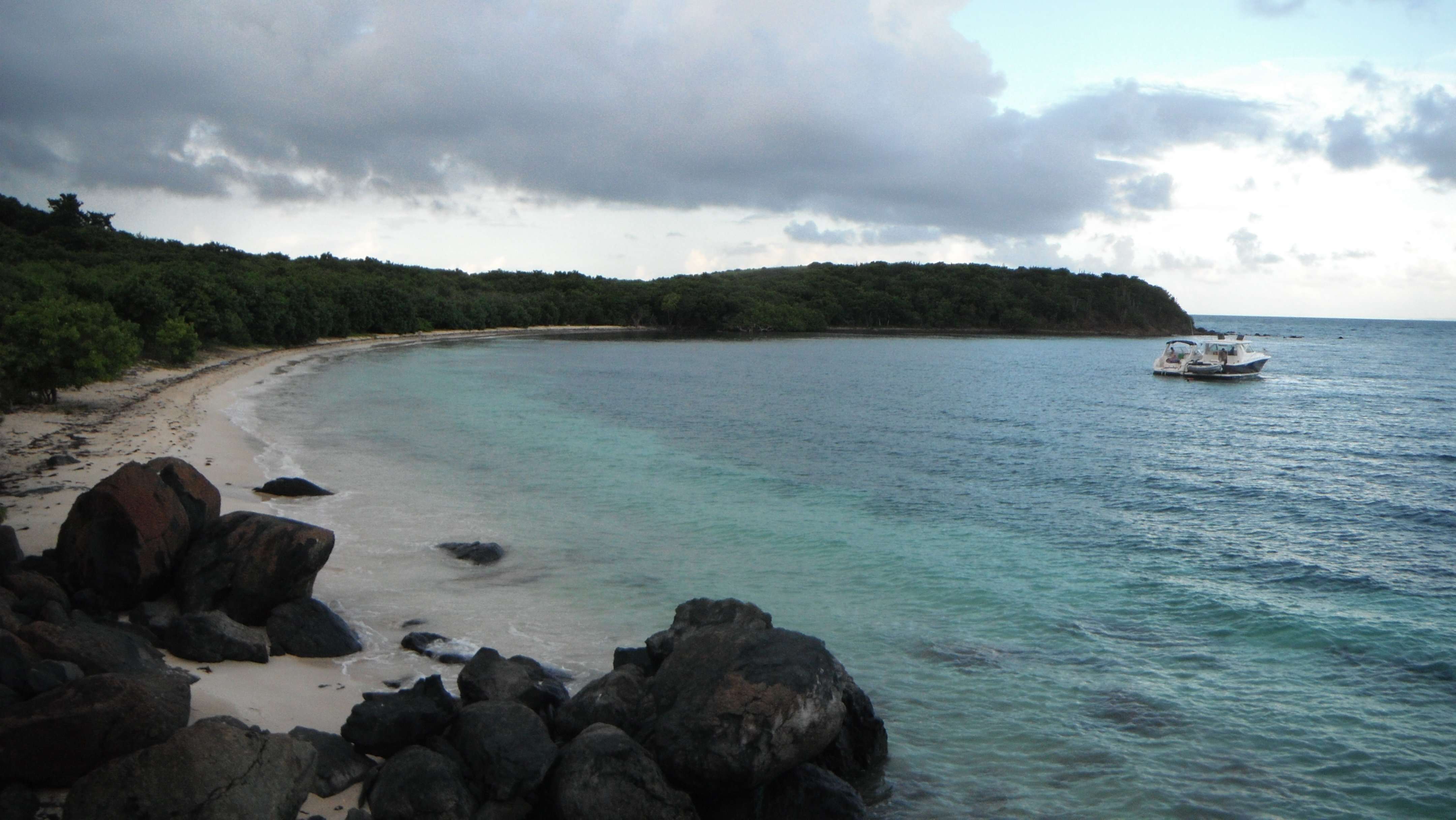
Pineriro岛南岸

主岛是庫萊布拉島与別克斯島，还有附近的小岛：Icacos Island, Cayo Lobo, Cayo Diablo, Palomino Island, Palominito Island, Isla de Ramos, Isla Pineiro, Cayo Lobo.  
庫萊布拉島的小岛Cayo Norte是Culebra National Wildlife Refuge的一部分. 別克斯島的大部属于Vieques National Wildlife Refuge，曾是美国海军基地。